# Заполосный (Волгоградская область)
Заполосный — хутор, входит в состав Отрадненской сельской территории городского округа «город Михайловка» Волгоградской области России. Население 13 человек (2010).

## География
Расположен в северо-западной части области, в лесостепи, в пределах Приволжской возвышенности, являющейся частью Восточно-Европейской равнины.
Уличная сеть состоит из одного географического объекта: ул. Лесная
Абсолютная высота 157 метров над уровня моря
.

## Население
| 2010 |
| ---- |
| 13   |

Гендерный состав
По данным Всероссийской переписи населения 2010 года в гендерной структуре населения из 13 человек мужчин — 7, женщин — 6 (53,8 и 46,2 % соответственно).
Национальный состав
Согласно результатам переписи 2002 года, в национальной структуре населения
русские составляли 87 % из общей численности населения в 8 человек

## Инфраструктура
Личное подсобное хозяйство.

## Транспорт
Просёлочные дороги, одна из них — подъездная к автодороге «Михайловка — Зиновьев» (идентификационный номер 18 ОП РЗ 18Н-73) (Постановление Администрации Волгоградской обл. от 24.05.2010 N 231-п (ред. от 26.02.2018) «Об утверждении Перечня автомобильных дорог общего пользования регионального или межмуниципального значения Волгоградской области»).